# Henrik Greensteen
Henrik Jørgen Greensteen (født 12. oktober 1833 i Roskildeegnen, død 11. juli 1895 i København) var en dansk forfatter og skolemand.
Greensteen blev student 1851, cand. theol. 1859 og ansattes 1879 som inspektør ved en københavnsk kommuneskole. I 1859 udgav han et bind digte og udfoldede senere en stadig, men sparsom produktion af overvejende lyriske digte, som findes spredte i blade og tidsskrifter. De er gennemgående fine og elskværdige i følelsen, af og til prægede af et ret ejendommeligt satirisk lune og altid smukke i formel henseende. En samling af hans digte er udgivet efter hans død med et forord af ungdomsvennen Bjørnstjerne Bjørnson.